# 伊勢塚古墳 (藤岡市)
伊勢塚古墳（いせづかこふん）は、群馬県藤岡市上落合にある古墳。形状は八角墳。白石古墳群を構成する古墳の1つ。群馬県指定史跡に指定されている。

## 概要
群馬県南部、鏑川右岸によって形成された3段の河岸段丘の最下面に築造された古墳である。これまでに数次の発掘調査が実施されている。
墳形は不正八角形で（調査以前は円墳とされた）、直径27.2メートル・高さ6メートルを測る。墳丘は4段築成で、最下段のみ多角形（不正八角形）で2段目から上は円形である。墳丘外表では葺石が認められるほか、2段目から円筒埴輪・人物埴輪・盾形埴輪が検出されている。埋葬施設は両袖式の横穴式石室で、南方向に開口する。藤岡市内では最大規模の横穴式石室であり、「模様積み」と称される石積みおよびドーム状天井を特徴とした特異な石室として知られる。副葬品は詳らかでないが、調査では須恵器などが検出されている。築造時期は古墳時代後期の6世紀末（または6世紀後半）頃と推定される。
古墳域は1973年（昭和48年）に群馬県指定史跡に指定された。現在では史跡整備のうえで公開されている。

## 遺跡歴
- 1938年（昭和13年）の『上毛古墳綜覧』に「美土里村第56号墳」として登載。
- 1973年（昭和48年）8月21日、群馬県指定史跡に指定[4]。
- 1987年（昭和62年）、範囲確認調査。八角墳と判明（藤岡市教育委員会、1988年に報告書刊行）[1]。
- 1997年（平成9年）、範囲確認調査（藤岡市教育委員会）[1]。
- 1998年（平成10年）、範囲確認調査（藤岡市教育委員会）[1]。

## 埋葬施設

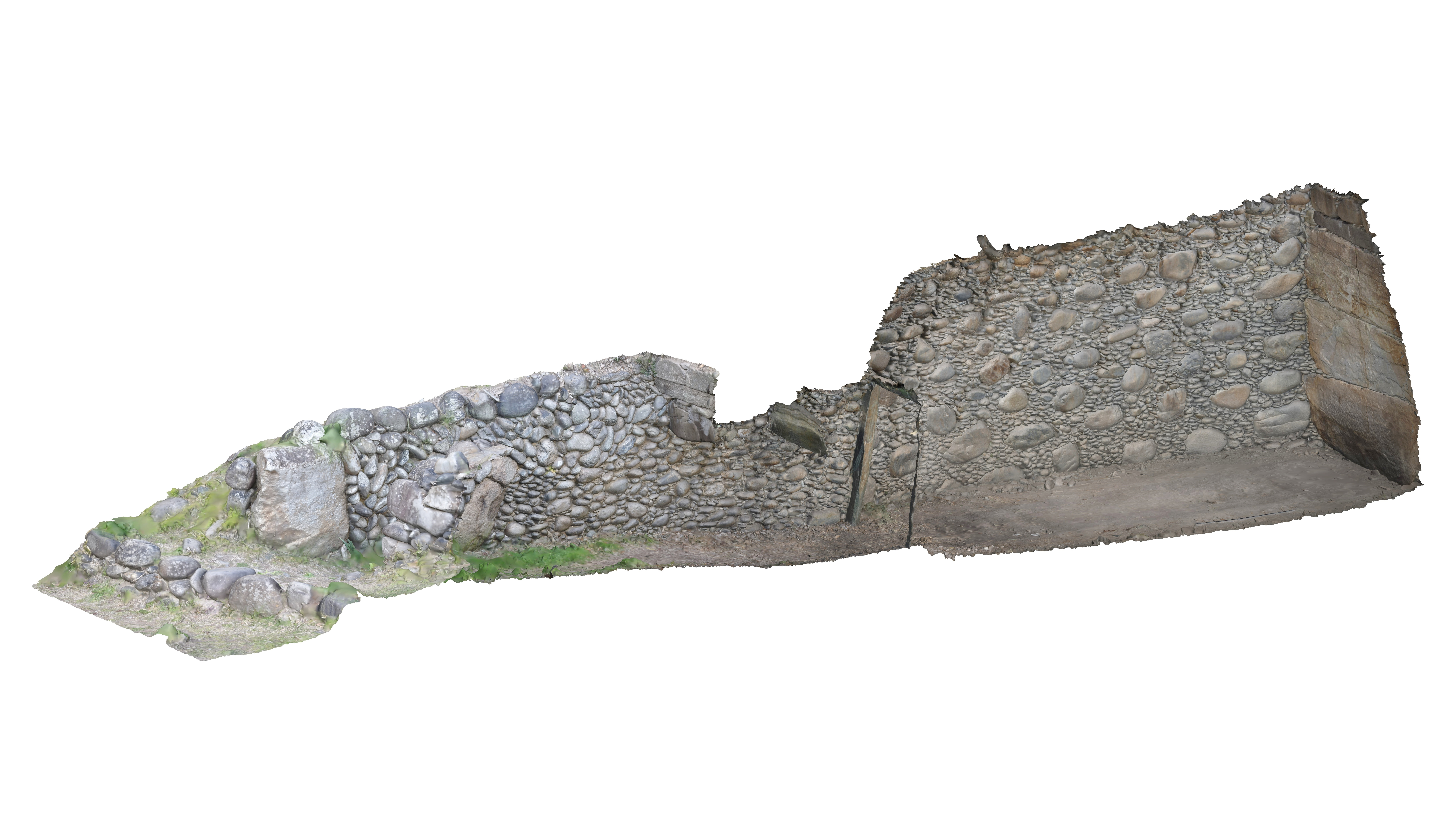
石室俯瞰図

石室展開図

埋葬施設としては両袖式横穴式石室が構築されており、南方向に開口する。石室の規模は次の通り。
- 石室全長：8.9メートル
- 玄室：長さ4.7メートル、奥壁幅1.84メートル、中央幅2.41メートル、前幅1.54メートル
- 羨道：長さ4.24メートル

石室は「模様積み」と称される独特の石積み技法により、珪岩質の転石を主として片岩製の棒状の石が小口に積み上げられる。側壁を持ち送ることで天井はドーム状を呈し、玄室の平面形は中央部が膨らむ胴張り形を呈する。天井石は丸みをもった砂岩質の2石で、奥壁も砂岩質の石である。玄門は緑泥片岩の板石により、疑似楣も架けられる。羨門は牛伏砂岩の角柱状切石による。

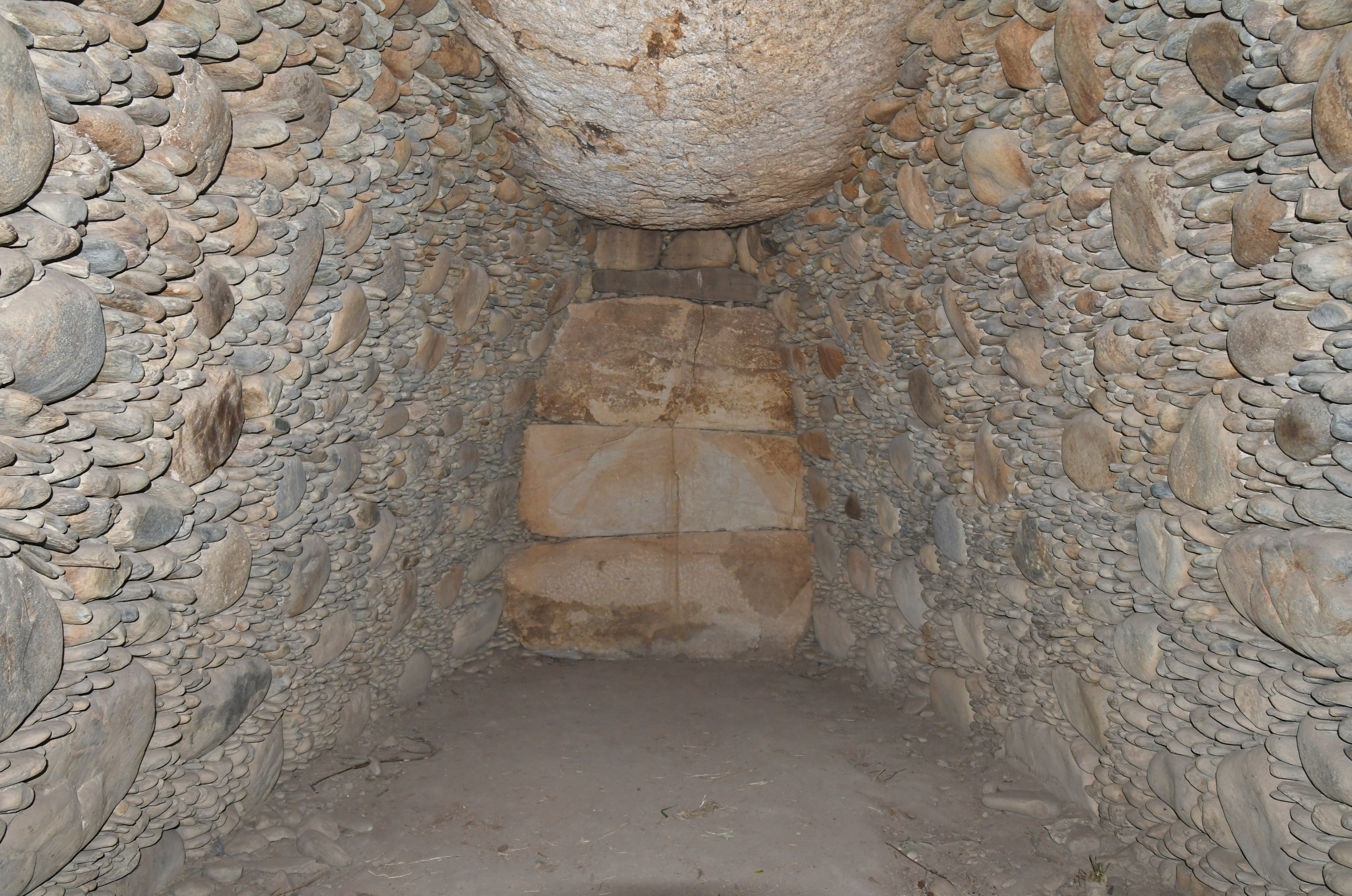
玄室（奥壁方向）
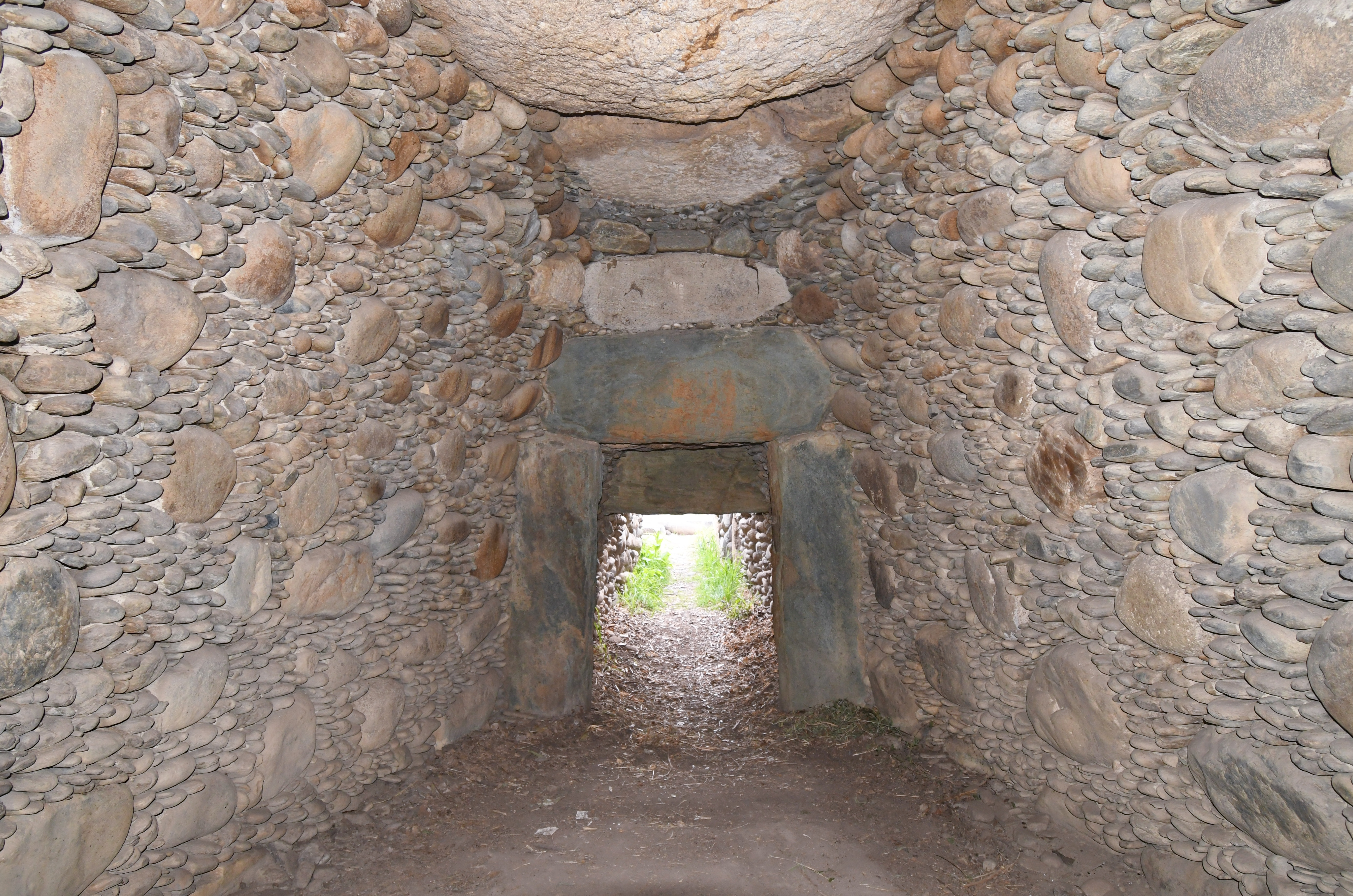
玄室（開口部方向）
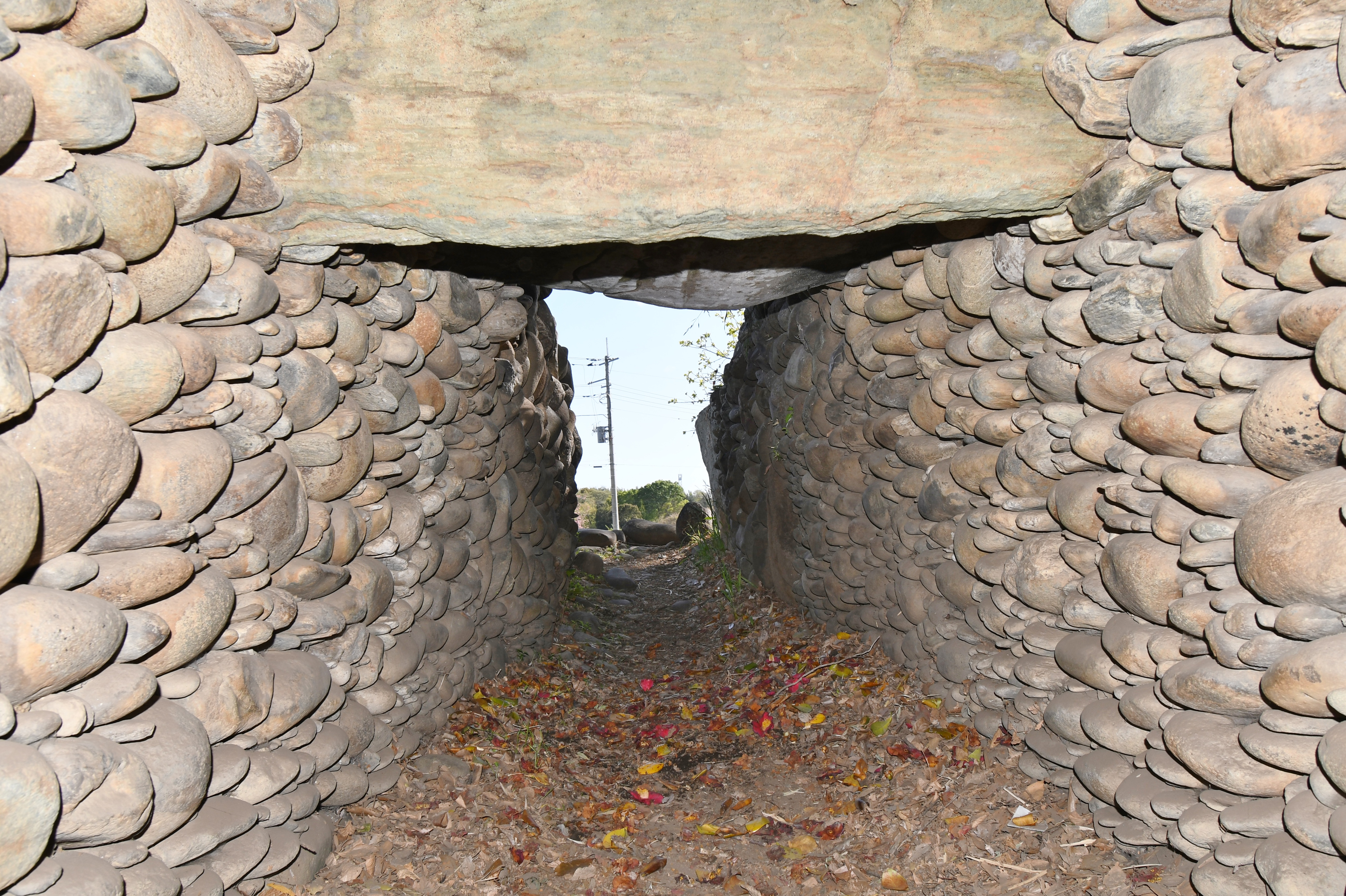
羨道（開口部方向）
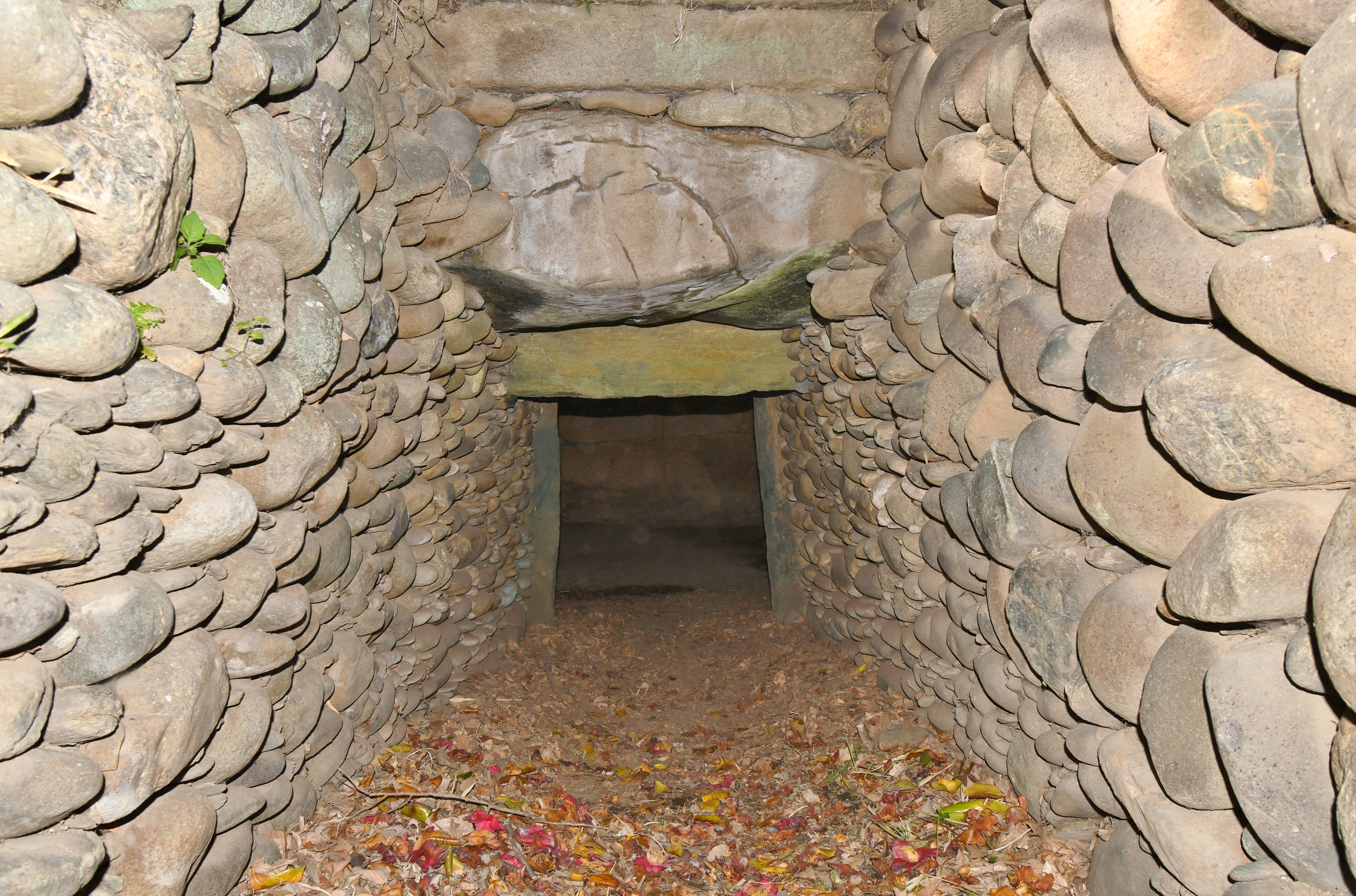
羨道（玄室方向）
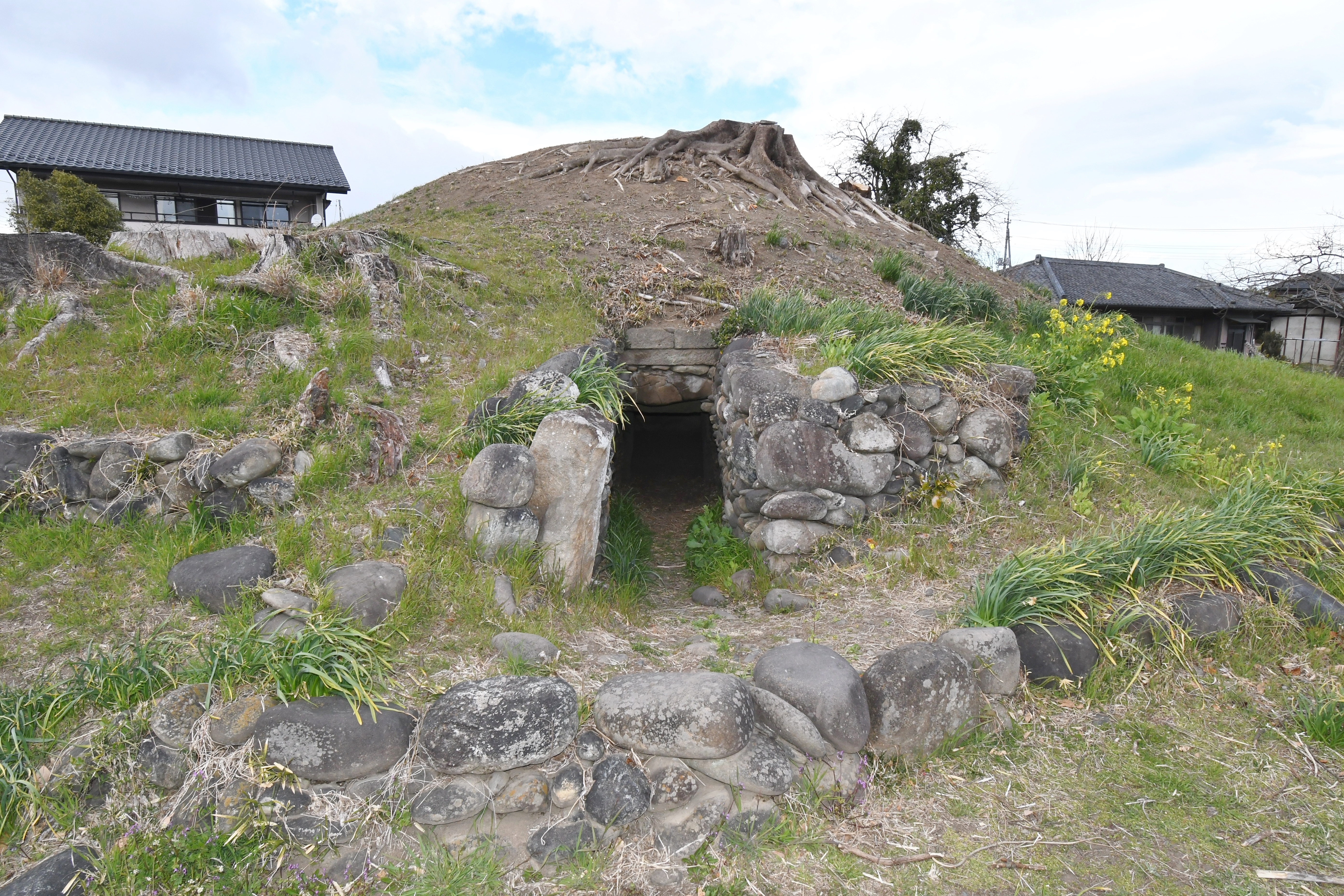
開口部
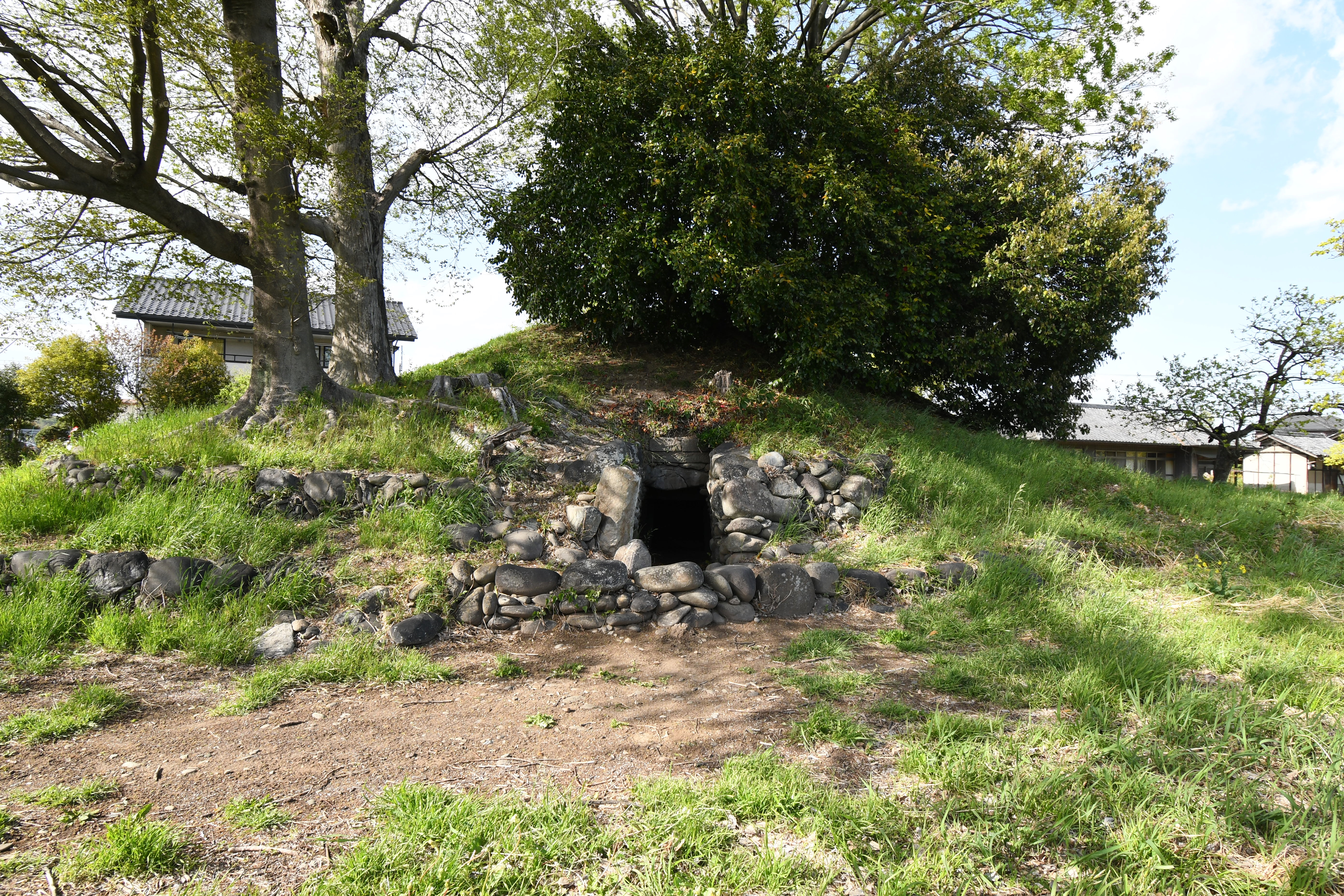
墳丘・開口部（2021年4月）

## 文化財

### 群馬県指定文化財
- 史跡
  - 伊勢塚古墳 - 1973年（昭和48年）8月21日指定[4][5]。

## 関連施設
- 藤岡歴史館（藤岡市白石）

## 関連文献
（記事執筆に使用していない関連文献）
- 『伊勢塚古墳・十二天塚古墳（範囲確認調査報告書III）』藤岡市教育委員会、1988年。
- 志村哲「伊勢塚古墳の八角形墳丘プラン」『月刊考古学ジャーナル』第414号、ニュー・サイエンス社、1997年、9-12頁。